# Eptesicus tatei
{{Infotaula ésser viu
| autoritat = ([[John Ellerman (1909-1973)|Ellerman]] i Morrison-Scott, 1951)
}}
Eptesicus tatei és una espècie de ratpenat que viu a l'Índia de la qual manquen força dades per l'escassedat d'exemplars estudiats. Se sap que fa uns 48 mm de llargada, amb una mida similar d'ala a ala. Té el cos cobert de pèl negre i les orelles ovalades. Viu als boscos muntanyencs i humits de Darjeeling i la seva dieta es basa en la ingesta de petits insectes locals.